# مقام الأربعين
مقام الأربعين ويعرف أيضا بمشهد أو دار الأربعين، موقع أثري إسلامي يقع في أعلى تل الرميدة المقابل للمسجد الإبراهيمي في مدينة الخليل في الضفة الغربية المحتلة في فلسطين، احتله المستوطنون الصهاينة وحولوه إلى كنيس يهودي.

## المكان
يقع مشهد الأربعين على تل الرميدة وتبلغ مساحته 741 مترا مربعا، ويضم المكان مسجداً قديماً، وتشير بعض الآثار في المكان إلى أن هذا الموقع كان حامية عسكرية في عصور مختلفة. تختلف الروايات في تسمية المكان، حيث تقول واحدة منها إلى أنها ترجع إلى 40 شهيدا من فترة الاحتلال الصليبي، حسبما ذكر مجير الدين الحنبلي،

## تحت الاحتلال الإسرائيلي

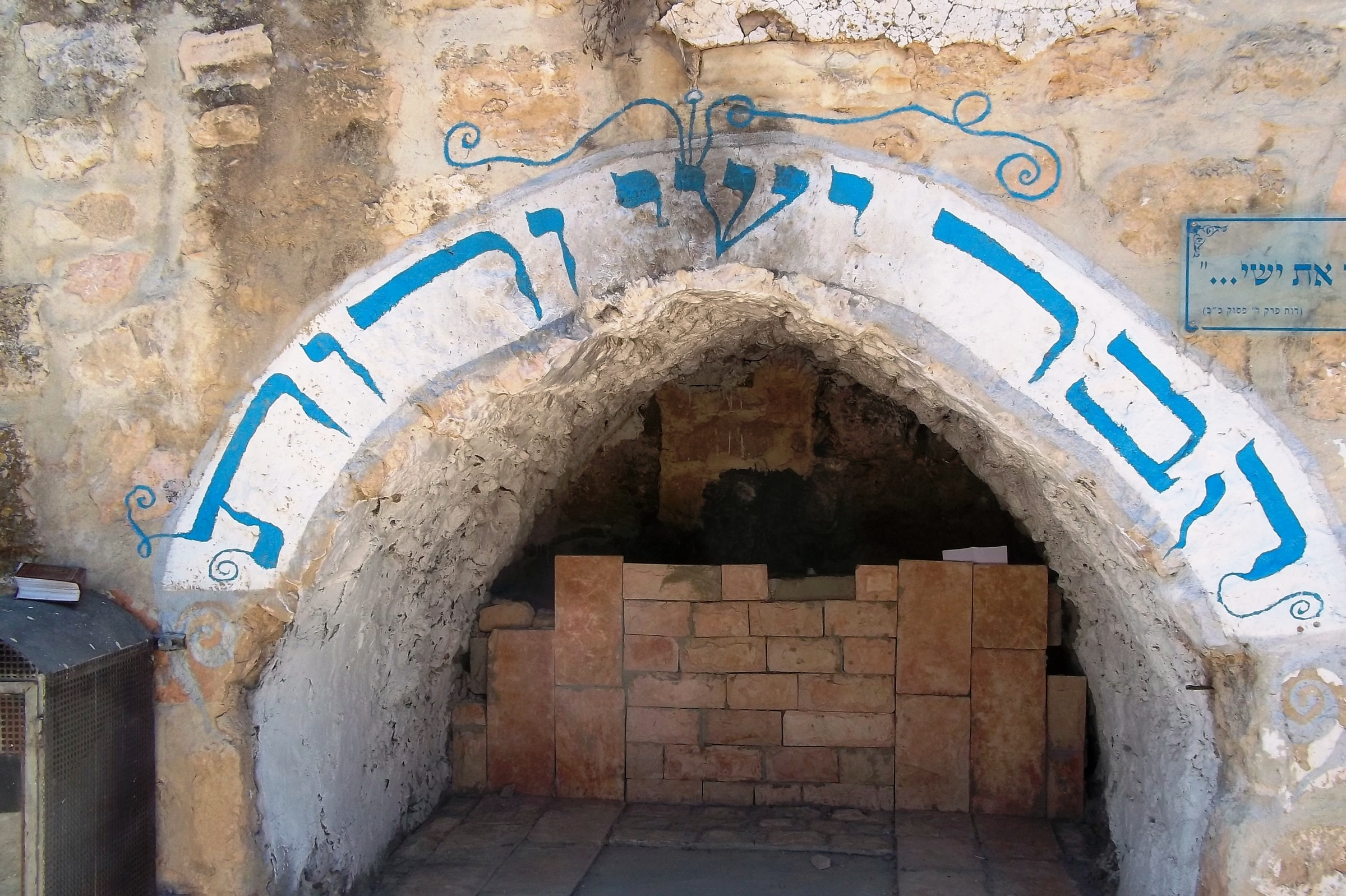
مدخل المقام بعد استيلاء المستوطنين الصهاينة على المكان

بدأ الاستيطان الصهيوني في تل الرميدة في العام 1984، حيث استوى المستوطنون على 12 دونما في محيط المسجد، وأنشأ جيش الاحتلال على سطح مشهد الأربعين موقعا عسكريا لحماية المستوطنين وقد تكررت اعتداءات المستوطنين على المكان من كتابة شعارات معادية للعرب أو إلقاء القمامة في داخلة. في عام 1976 أنشئ طريق يؤدي إلى الموقع وأجريت حفريات أثرية بالقرب من محرابه، منعت بناءا عليها دائرة الأوقاف من إجراء أية عمليات ترميم في المكان بحجة حماية الموقع الأثري، وتكررت بعدها مطالب ومحاولات المستوطنين الاستيلاء على المكان. في نفس الفترة أمر الحاكم العسكري بإزالة بسط المسجد، وإقامة نقطة مراقبة عسكرية على سطحه. في يونيو 1980 حاول المستوطنون تفجير المسجد بقنبلة اكتشفت في المكان.
كان المكان تحت رعاية دائرة الأوقاف الإسلامية حتى وقوع مذبحة المسجد الإبراهيمي في فبراير 1994، حيث منعت سلطات الاحتلال الإسرائيلية في سياق الإجراءات الأمنية اللاحقة موظفي الدائرة الوصول إلى مصلى مشهد الأربعين.
بعد اتفاقية الخليل وقع المكان في المنطقة خ-2 تحت السيطرة الإسرائيلية، في عام 1994 حول المستوطنون المكان إلى كنيس، وقد رفعت دائرة الأوقاف الإسلامية قضية أمام المحكمة الإسرائيلية العليا، التي أصدرت حكما ضد التحويل
في 24 فبراير 1996 استولت سلطات الاحتلال على المكان كليا وأغلقته في وجه الفلسطينيين، وتحت سيطرة الجيش حول المستوطنون المكان إلى كنيس يهودي سمّوه «ضريح روت ويشاي».
قسم اتفاق الخليل الموقع في يناير 1997 المدينة بين الفلسطينيين والمستوطنين الإسرائيليين، ووقعت البلدة القديمة والمستوطنات الصهيونية المحيطة في يعرف بمنطقة (خ 2).